# Jan van Speijk
Jan Carel Josephus van Speijk (Amsterdam, 31 januari 1802 – Antwerpen, 5 februari 1831) was een Nederlands kanonneerbootcommandant tijdens de Belgische Opstand die vaderlandse roem verwierf door deze boot te laten exploderen en zo voorkwam dat zijn schip in de handen van de Belgische opstandelingen kwam.

## Biografie

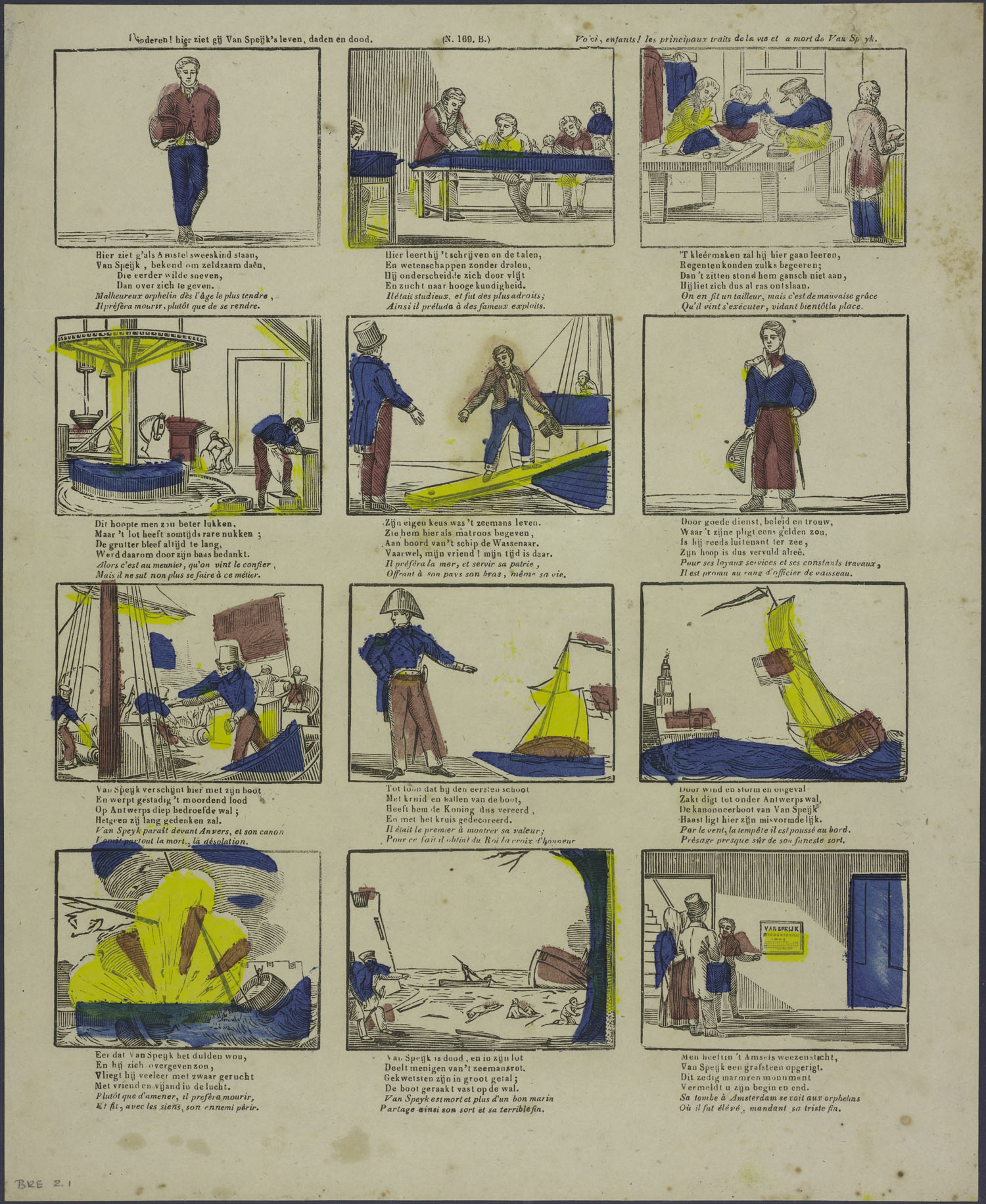
Het leven van Jan van Speijk op een negentiende-eeuwse centsprent.

Van Speijk belandde, toen zijn ouders kort na zijn geboorte waren komen te overlijden, in het Burgerweeshuis in zijn geboortestad Amsterdam. Hij werd opgeleid om kleermaker te worden, maar werd een autodidact zeevaarder. In 1820 trad hij, na eerder afgewezen te zijn, in dienst bij de Koninklijke Marine. Tussen 1823 en 1825 kreeg hij door zijn optreden in Nederlands-Indië de bijnaam Schrik der Roovers (zie de tweede Boni-expeditie).
Tijdens de Belgische Opstand was hij commandant van 's lands gaffelkanonneerboot nº 2, een klein zeilschip bewapend met één zwaar kanon en meerdere kleinere stukken geschut.  Hij had de opdracht alle schepen van en naar Antwerpen te controleren sinds die stad vanaf begin oktober 1830 zich bij de opstand had aangesloten. Van Speijk nam deel aan het bombardement op Antwerpen op 27 oktober, waarvoor hij werd onderscheiden met het ridderkruis der vierde klasse van de Militaire Willems-Orde.
Op 5 februari 1831 kreeg Van Speijk de opdracht om naar Oosterweel te varen om scheepsladingen te controleren, zoals al vele malen eerder die winter. Maar toen dreef zijn schip op de Schelde nabij Fort Sint Laurentius, door een harde noordwestenwind en een slecht functionerend anker, naar de kant, waar een woedende menigte van Antwerpse arbeiders en de militairen van het vrijkorps De Gorter (onder bevel van kapitein Grégoire) op het schip afkwamen. De rol van de militairen bij de bestorming van het schip was echter beperkt. Volgens de Nederlandse fuselier Johannes van Oostendorp was er op dat moment sprake van een wapenstilstand. In zijn ooggetuigenverslag beschrijft hij hoe "het grauw" zonder ondersteuning van de militairen het schip aanviel. Een aantal van hen zou op zijn schip zijn gesprongen om de vlag te bemachtigen. Hierop zou Van Speijk naar de kajuit zijn gegaan, zogenaamd om de papieren te halen. Door zijn sigaar in een vat met buskruit te steken bracht hij het schip tot ontploffing. Hij zou hierbij de historische laatste woorden hebben gesproken: "...en een infame Brabander worden? Dan liever de lucht in". Een aantal bronnen trekken deze woorden echter in twijfel. Een scheepsjongen die bij hem stond en zijn intenties begreep, waarschuwde nog een paar van zijn maten (onder wie de bootsman en loods) en sprong overboord. Bij de ontploffing kwamen 26 van de 31 bemanningsleden om, onder wie Van Speijk zelf.
Bij de Belgen waren er 7 doden waaronder de twee officieren die aan boord gegaan waren (kapitein Gregoire en Luitenant Collier) en 21 gewonden.
Op 9 februari 1831, vier dagen na zijn dood, werd het stoffelijk overschot van Jan van Speijk, een romp zonder ledematen en hoofd, gevonden. Na controle in de citadel van Antwerpen (het lichaam zou zijn herkend aan het lint van de Willems-Orde) werd het lichaam vrijgegeven en in een kist met spiritus naar Amsterdam gestuurd.
Het overlijden van van Speijk werd aangegeven op 24 februari. Volgens de akte overleed hij om 10:30.

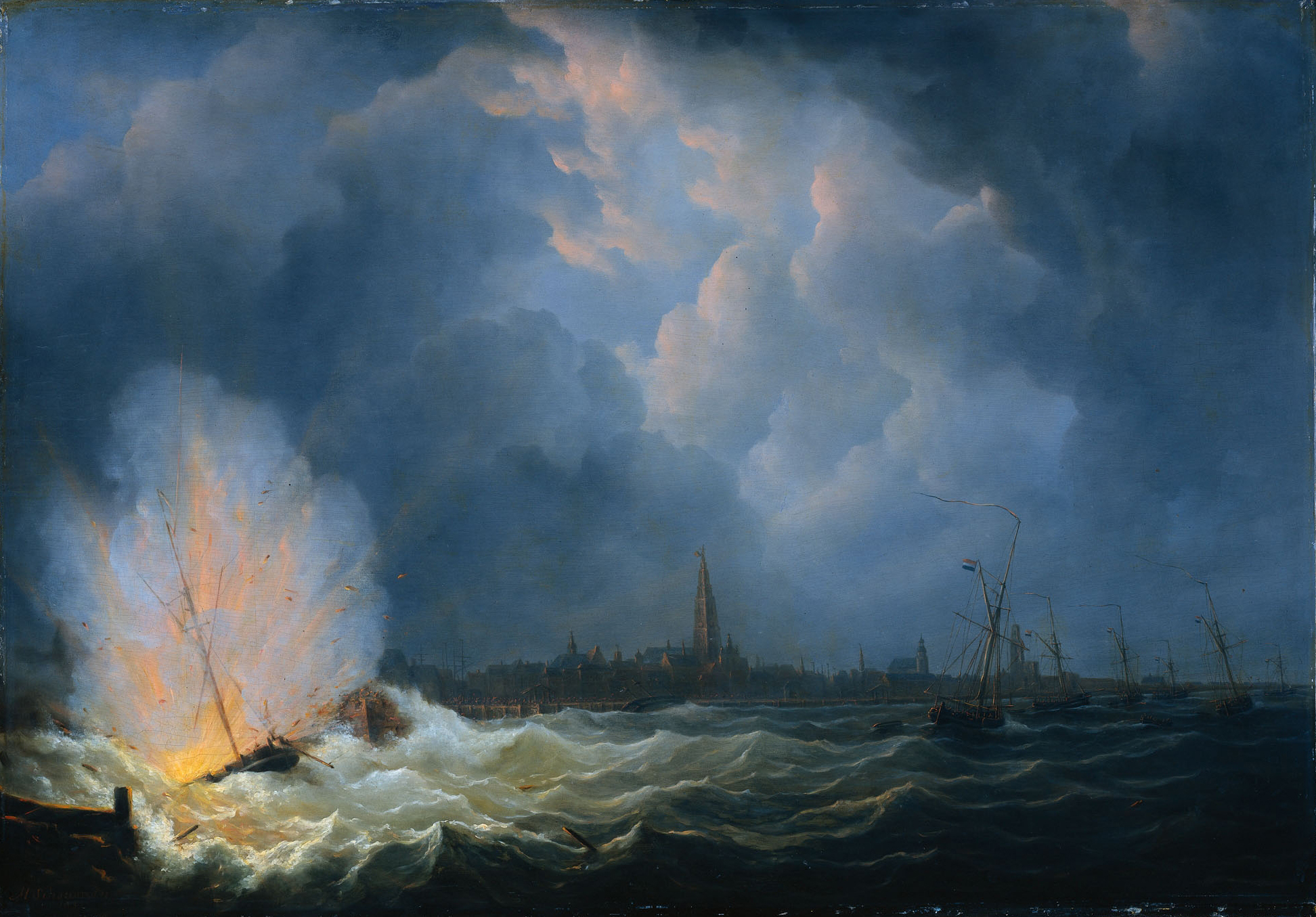
Ontploffing van het schip bij Antwerpen, 5 februari 1831.

## Achtergrond van Van Speijks daad
Zijn, als laatste geïnterpreteerde, woorden komen uit een brief aan zijn nicht op 19 december 1830, waarin hij schreef dat eerder nog boot en kruit en mij de lugt in gaat dan immer een infaame Brabander te worden of het vaartuig overtegeven. Liever spiegelde hij zich, zo schreef hij verder in de brief, aan de held Reinier Claeszen, die in 1606 zijn schip de lucht in had gejaagd om te voorkomen dat het in Spaanse handen zou vallen, dan aan verraders zoals generaal Daine, de provinciaal commandant in Limburg die in oktober 1830 naar de Belgische kant was overgelopen en vervolgens op 11 november de vesting Venlo voor de opstandelingen had ingenomen.
Ook zijn eigen matrozen had Van Speijk in de oudejaarsnacht van 1830 voorgehouden dat hij de brand in het kruit zou steken indien zijn schip aan lager wal zou raken en door Belgische muiters zou worden bedreigd. Luid gejuich was zijn deel geweest. Het is de vraag of de matrozen begrepen hoezeer het Van Speijk ernst was, maar zijn woorden waren in ieder geval goed voor het moreel. Achteraf lijkt het alsof Van Speijk duidelijk heeft willen maken dat hij een eerder door de commandanten van de kanonneerboten gemaakte afspraak serieus zou nemen. Zij hadden elkaar gezworen: "de voorkeur te geven aan een wissen dood boven een smadelijke behandeling, en nooit te dulden dat de geringste inbreuk gemaakt werd op Neêrlands roem of de eer der vlag."

## Verering
Hoewel zijn daad militair gezien geen betekenis had, werd Jan van Speijk in de noordelijke Nederlanden al snel als nationale held gezien. De noordelijke Nederlanden hadden immers nood aan een vaderlands symbool omdat de zeeoorlogen tegen Engeland in de tweede helft van de 18e eeuw niet succesvol bleken. De zelfopoffering van Jan van Speijk zorgde voor grote bewondering in het prille Koninkrijk der Nederlanden, waarbij gemakshalve voorbij werd gegaan aan het offer van 27 van zijn bemanningsleden. Het was een belangrijke impuls voor de door de Belgische opstand onder druk staande nationalistische gevoelens. Er verschenen tal van lofgedichten, er werden gedenkpenningen geslagen en monumenten opgericht. Aan het front werd voor alle troepen een dagorder voorgelezen, waarin de daad van Van Speijk werd geroemd. In het koninkrijk werd een rouwperiode van drie dagen afgekondigd. Er werd geld ingezameld voor een nationaal monument.
Koning Willem I bood aan het lichaam bij te laten zetten in de koninklijke grafkelder in Delft. Ook besloot hij dat er altijd een schip bij de Koninklijke Marine (Koninklijk Besluit nº 81, den 11den februari 1831) zal varen dat Van Speyk heet, vandaar het bestaan van o.a. de Van Speijkklasse van fregatten in de 20e eeuw, en het M-fregat Van Speijk op dit moment in dienst van de marine.
Het stoffelijk overschot van Van Speijk is op 4 mei 1832 bijgezet in de Nieuwe Kerk in Amsterdam. Het grafmonument is ontworpen door de Amsterdamse stadsbouwmeester Jan de Greef. De vuurtoren J.C.J. van Speijk bij Egmond aan Zee werd zijn officiële monument.

## Relativering en bijsturing
Reeds in 1833 kwam Zacharias Hendrik van der Feen met zijn kritische boek De zelfopoffering van J. C. J. van Speyk aan den Bijbel getoetst: eene bijdrage tot staving dat de gereformeerde leer de zelfmoord noch bevordert, noch begunstigt, noch verdedigt. Toch was tot de tweede helft van de negentiende eeuw het relativeren van de heldenstatus van Jan van Speijk binnen Nederland taboe. Daarna nam het aantal critici toe. Multatuli vroeg zich bijvoorbeeld af of de zelfopoffering van Jan van Speijk daadwerkelijk een daad van vaderlandsliefde was en vernoemde rond 1876 zijn kanarie naar hem.
Ronald Prud'homme van Reine relativeerde in een publicatie Van Speijks heldendom en zocht eerder een psychologische verklaring van zijn daad.

## Trivia
- De medailleur Jac.J. van Goor heeft in 1931 een gedenkpenning ontworpen ter gelegenheid van de honderdste sterfdag van Jan van Speijk.[17]
- Van Speijk eindigde in 2004 op nr. 128 tijdens de verkiezing van De grootste Nederlander.
- De overblijfselen van het schip van Jan van Speijk worden sindsdien gekoesterd en de legende luidt, dat de mast nog altijd voor het Koninklijk Instituut voor de Marine zou staan.
- De dood van Jan van Speijk werd vereeuwigd in verschillende schilderijen, zoals "De ontploffing voor Antwerpen van kanonneerboot nr. 2 onder commando van Jan van Speijk, 5 februari 1831" van Martinus Schouman uit 1832 (Rijksmuseum, Amsterdam) en "De zelfopoffering van Van Speijk" van Domenicus Franciscus du Bois uit 1832 (Marinemuseum, Den Helder).
- Jan van Speijk kwam op 5 februari 1981 voor in de bescheurkalender van Van Kooten en De Bie.[10]
- In de Trompetstraat in Delft is een museum gewijd aan Van Speijk, het Museum J.C.J. van Speijk.

## Afbeeldingen

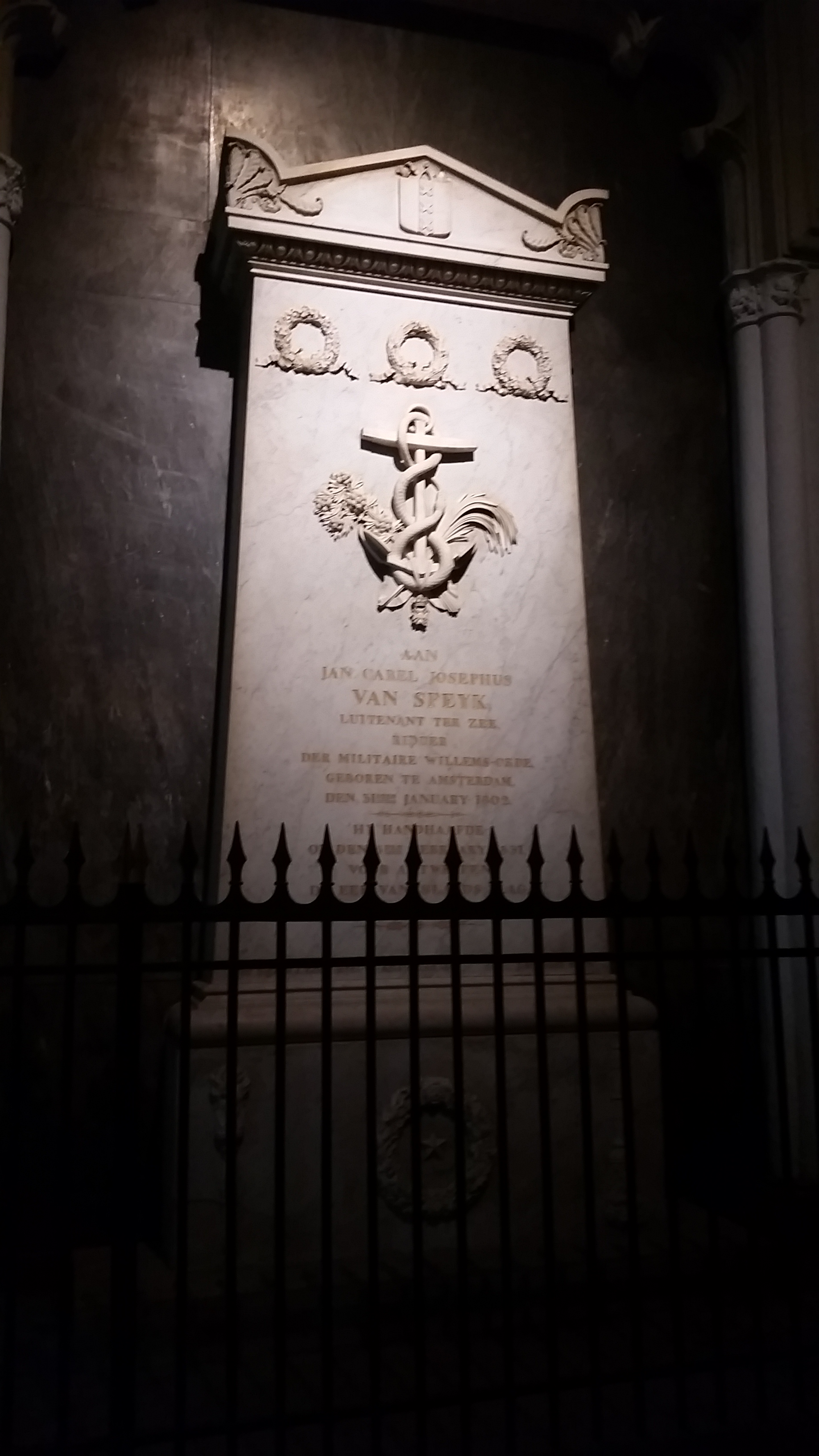
Grafmonument Nieuwe Kerk Amsterdam
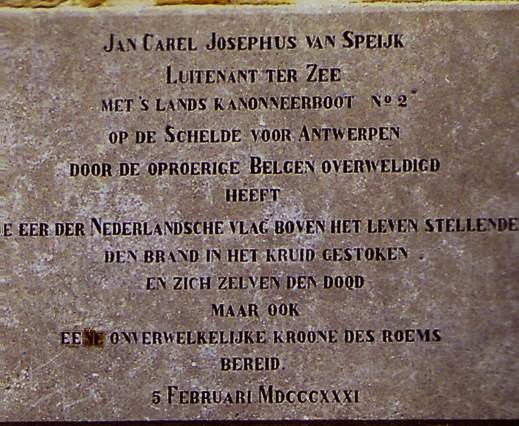
Gedenkplaat van Van Speijk bij de vuurtoren van Egmond aan Zee
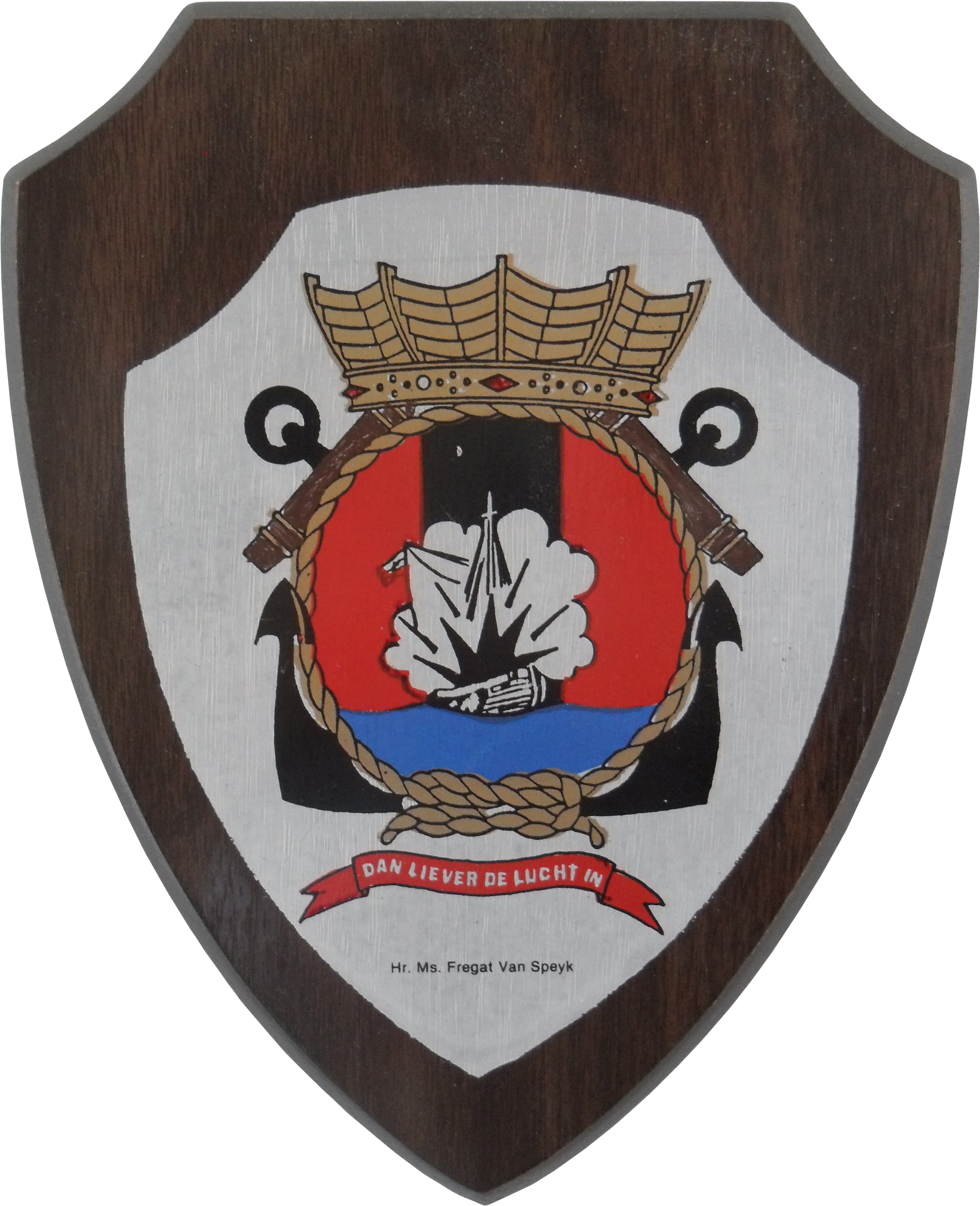
Wapenschild Hr. Ms. Fregat Van Speyk